# Тепли-Кичу
Тепли-Кичу — уничтоженное селение, располагавшееся на юго-востоке современного Грозненского района Чечни.

## География
Располагался на левом берегу Сунжи, на северо-востоке от Грозного.

## История

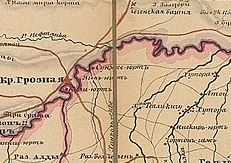
Тепли-Кичу (1847)

2 октября 1819 году полковник Н. В. Греков двинулся с батальоном 16 егерского полка, 6 ротами Куринского полка и 4 сотнями казаков к переправе Тепли-Кичу. Напал на ближнее селение чеченцев и разрушил его до основания.
Лазутчики донесли до Бакланова, что наибы Эске и Талгик на    26 августа 1854 года готовят набег на Сунжу, на мирный аул Тепли-Кичу. Указали даже место сбора — поляна на берегу реки Аргун в 4 верстах ниже Устар-Гордоевской переправы.
Вечером 31 августа Бакланов отбыл в Тепли-Кичу. Собрал там Моздокский линейный полк, Донской № 19, 2 сотни Донского № 26 и 2 орудия. Собравшихся предупредил, что 1 сентября переправимся, отбросим тавлинцев и будем истреблять урожай. Причем так истреблять, чтоб чеченцам и возить с полей нечего было.
8 сентября вышел Бакланов с войсками из Грозной снова к Тепли-Кичу якобы на фуражировку, сено косить. Но очень скоро отправил назад обозы, а сам с казаками переправился на правый берег реки Сунжа и скрылся в лесах. Обнаружили его нахождение по густым клубам дыма. Пожег он, как донес, 200 тысяч пудов сена и вернулся с берегов реки Аргун опять за реку Сунжа.